# 大木文香
大木 文香（おおき あやか）は、石川県を拠点に活動する日本のフリーアナウンサー。

## 来歴
現在の静岡県浜松市中央区出身。白百合女子大学卒業。北陸放送への入社前にはテレビ朝日アスクに通っていた。
大学を卒業後、2011年4月に北陸放送に入社し、アナウンサーになる。2011年7月から2018年9月までの7年間、自身の冠番組である『あやジャポ』を担当していた。
2019年6月28日放送の『あさ☀ダッシュ!』で6月末をもって番組を卒業し、同時に北陸放送を退社することを報告した。『絶好調W』については、7月以降もフリーとして出演し、出産のため、2020年3月4日で降板。

## 過去の担当・出演番組

### テレビ
- MROニュース（随時）
- あやジャポ（2011年7月 - 2018年9月）
- 情報ロック レオスタ - 天気予報・週末あやかると（ - 2013年3月）
- MRO旅フェスタ2013 行くならここでしょ！（2013年6月23日）
- MROアナウンサーおすすめ春のシネマSP（2014年3月22日）
- MRO旅フェスタ2014 特選夏旅得大号（2014年6月29日）
- JNN中部共同企画 ニッポンど真ん中!「なんでだろう!?インターナショナル KANAZAWA!」（2014年8月13日）
- 金沢城下町市民マラソン めざせ！金沢マラソン2015（2014年11月24日）
- 科学のチカラにどキット！2015KITサマー・サイエンス・スクール（2015年9月2日）
- JNN中部共同企画 ニッポンど真ん中！「でぃ〜ぷだぜぇ！金沢ぐるり旅」（2015年9月14日）
- 石川トヨタHAATグループ スポーツスペシャル 金沢マラソン2015（2015年11月15日）
- 金沢マラソン2016ナビ（2016年4月30日）
- MRO旅フェスタ2016 特選夏旅得大号1（2016年6月26日）
- MRO旅フェスタ2016 特選夏旅得大号2（2016年7月3日）
- 石川トヨタHAATグループ スポーツスペシャル 金沢マラソン2017（2017年10月29日）
- MROテレビ開局60周年特番 サンキューMリバディ！（2018年12月1日）
- アカマルジャポンSP（2018年12月22日）
- もぐもぐかまいたち ～1万円で食べつくす石川・富山グルメツアー～（チューリップテレビとの共同制作番組、2019年9月25日）
- 金沢百万石まつり特番
- いいね金沢
- U・LA・LA@7（TOKYO MX、2010年1月 - 6月） - 学生アナウンサー
- 学生才能発掘バラエティ 学生HEROES!（テレビ朝日、2010年5月12日） - 学生秘書
- 絶好調W - MC

### ラジオ
- MROニュース
- げつきんワイド!おいね★どいね（月曜日パート1・2012年10月 - 2013年3月、金曜第2部パーソナリティ・2015年4月 - 2016年3月、木曜日・金曜日ラジオカー担当）
- 鼻毛の森のラジパラ乙
- けいじ・あやかのケイリンいろは！
- あやか・clubismガールのツンデレism
- ぼくの夢わたしの未来
- 夜は本多町パラダイス 金曜日 - 週末限定！あやかのつつぬけラジオ（ナイターオフシーズンのみ。2013年度‐2014年度担当。）
- Twin Wave（2016年3月31日 - 2018年3月30日）
- イブニングソニック（MROアナウンサーが日替わりで担当。2017年3月まで）
- あさ☀ダッシュ!（2018年4月5日 - 2019年6月28日、木曜日・金曜日担当）
- 教えて絹川先生！文香の知らない相続の世界